# 長野市城山動物園
長野市城山動物園（ながのしじょうやまどうぶつえん）は、長野県長野市上松二丁目にある動物園である。社団法人長野市開発公社が指定管理者として運営している。

## 概要
昭和36年4月1日～5月21日の間、長野産業博覧会が城山公園一帯で開催されることに伴い、一帯の総合整備に併せ、遊園地が設置された。博覧会が終了後8月に長野市営動物園として開園した。平成23年8月には開園50周年を迎えた。
- 開園時間
  - 3月1日〜10月31日： 9:00〜17:00
  - 11月1日〜2月末： 9:00〜16:30
- 休園日
  - 12月1日〜2月末の毎週月曜日（休日に当たる場合はその翌日）
  - 12月29日〜12月31日
- 入園料 無料

### 沿革
- 1961年（昭和36年）8月20日 - 開園[2]。
- 2006年（平成18年）4月1日 - 社団法人長野市開発公社が指定管理者となる[1]。

## 特徴
長野市上松の城山公園内にある。同公園内には、旧長野市少年科学センターや長野県立美術館、運動施設が隣接しているほか、付近には善光寺もある。
比較的小規模ではあるが、市街地に近く入園無料であることもあって年間30万人近くが訪れる。
なお、同市篠ノ井の茶臼山には長野市茶臼山動物園が本園施設として運営されている。

## 主な動物
- カリフォルニアアシカ[5]
- ニホンザル（サル山あり[5]）
- シシオザル
- フサオマキザル
- サバンナモンキー
- ワオキツネザル[6]
- リスザル
- キジ
- ニホンリス（飯綱の森[7]）
- インドクジャク[5]
- フンボルトペンギン[5]
- チリーフラミンゴ[8]
- モモイロペリカン
- コブハクチョウ
- コクチョウ
- ヤクシカ[5]
- ウサギ
- モルモット
- アメリカンミニチュアホース
- アルダブラゾウガメ
- ケヅメリクガメ[5]
- ミニブタ[9]

## 主なアトラクション
2012年（平成24年）3月、新幹線モノレールを更新し、新しく蒸気機関車型モノレール（城山号）を供用開始した。
- メリーゴーラウンド
- アラビアンメリー
- モノレール[10]
- バッテリーカー

## アクセス
- 鉄道：最寄駅は長野電鉄善光寺下駅。徒歩10分。
- バス：長野駅から川中島バス 11〜17系統「深田町」下車。または長電バス 1〜3系統「動物園下」下車。
- 駐車場：あり